# Fax de Bain

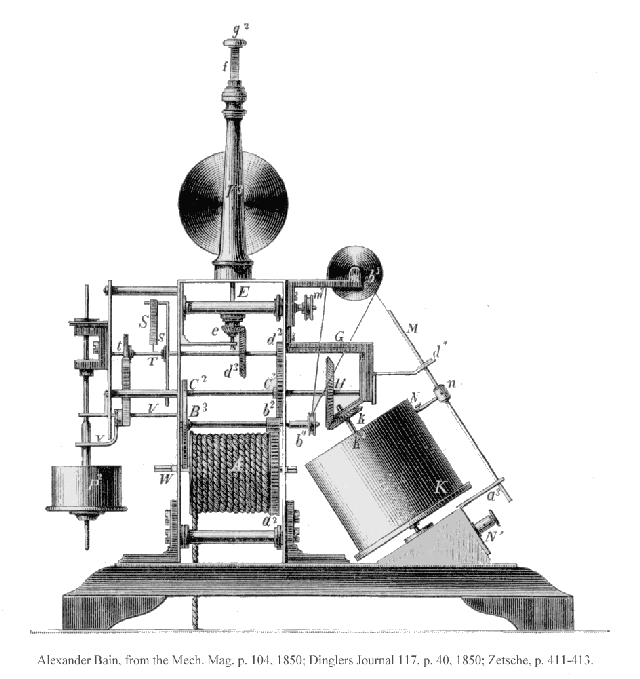

El facsímil de Bain fue un método innovador para transmitir imágenes a largas distancias, ideado por el inventor escocés Alexander Bain en 1843. El "telégrafo de grabación" de Bain, como lo llamaba, puede considerarse la primera máquina facsímil. Este invento innovador es ampliamente considerado como uno de los primeros precursores de la moderna máquina de fax, marcando un hito significativo en la historia de las telecomunicaciones
El sistema de facsímil de Alexander Bain fue una invención pionera que demostró el potencial de transmitir imágenes electrónicamente. Aunque puede haber sido limitada en su aplicación práctica durante la época de Bain, su avance conceptual sentó las bases para la evolución de la tecnología del facsímil. Hoy, el trabajo de Bain se recuerda como un capítulo crucial en la historia de las telecomunicaciones, que muestra el poder de la innovación para transformar la forma en que nos comunicamos a distancias.

## Historia
Alexander Bain, nacido en 1810 en Watten, Caithness, Escocia, fue un inventor prolífico cuyas contribuciones abarcaron varios campos, incluidos los relojes eléctricos y la telegrafía. En la década de 1840, Bain centró su atención en el reto de transmitir imágenes a largas distancias. Aprovechando su experiencia en sistemas eléctricos, desarrolló un método para enviar imágenes mediante señales eléctricas. Este invento estableció los principios fundamentales para lo que más tarde se convertiría en la tecnología de facsímil (fax).
El telégrafo de Bain era capaz de transmitir imágenes mediante cables telegráficos, por lo que llamó a su invento "recording telegraph" (telégrafo grabador). Frederick Bakewell realizó varias mejoras en el diseño de Bain e hizo demostraciones con una máquina de telefax. En 1855, un sacerdote italiano, Giovanni Caselli, también creó un telégrafo eléctrico que podía transmitir imágenes. Caselli llamó a su invento " Pantelegraph ". Sin embargo, el Pantelegraph fue utilizado y aprobado con éxito en una línea telegráfica entre París y Lyon.
En 1881, el inventor inglés Shelford Bidwell construyó el fototelégrafo de escaneo que fue la primera máquina de telefax capaz de escanear cualquier original bidimensional, sin necesidad de dibujar el original ni repasarlo manualmente. Hacia 1900, el físico alemán Arthur Korn inventó el Bildtelegraph muy extendido en la Europa continental, sobre todo desde que en 1908 se utilizó la transmisión de una fotografía de una persona buscada de París en Londres hasta la distribución más amplia del radiofax. Sus principales competidores fueron el Bélinographe de Édouard Belin primero, después desde los años 30, el Hellschreiber, inventado en 1929 por el inventor alemán Rudolf Hell, pionero en el escaneo y la transmisión de imágenes mecánicas.
El trabajo de Bain formó parte de una ola más amplia de innovación durante el siglo XIX, puesto que los inventores intentaron aprovechar la electricidad para la comunicación. Su sistema de facsímil fue una de las primeras demostraciones prácticas de cómo las imágenes se podían transmitir electrónicamente, abriendo el camino para futuros avances en el campo.

## Funcionalidad
El sistema de facsímil de Bain fue un hito en la historia de la tecnología de la comunicación. Demostró que las imágenes podían transmitirse a largas distancias mediante señales eléctricas, un concepto que fue revolucionario a mediados del siglo XIX. Este invento realizó un puente entre la telegrafía, que se limitaba al texto, y el futuro de la comunicación visual.
El sistema de facsímil de Bain fue una maravilla de ingeniería para su época. Funcionaba escaneando una imagen línea por línea mediante un mecanismo de péndulo. Así es como funcionó:
1. Escaneo de la imagen : la imagen original se grabó en una placa de cobre. Un péndulo, equipado con un lápiz, basura la placa con un movimiento preciso de ida y vuelta. A medida que el péndulo se movía, hacía contacto eléctrico siempre que encontraba una línea o marca en el dibujo. Estos contactos generaban señales eléctricas correspondientes a los detalles de la imagen.
2. Transmisión de señales : las señales eléctricas producidas por el péndulo se transmitían a través de cables telegráficos a una estación receptora. Éste fue un concepto revolucionario en ese momento, ya que demostraba que no sólo el texto (como en la telegrafía) sino también la información visual se podía enviar electrónicamente.
3. Recreación de la imagen : en el extremo receptor, un mecanismo de péndulo similar funcionaba en perfecta sincronización con el emisor. Las señales eléctricas entrantes controlaban el movimiento de un lápiz, que marcaba un pedazo de papel tratado químicamente. A medida que el lápiz se movía, reproducía la imagen original línea por línea, creando un facsímil (una copia exacta) de la imagen transmitida.

## Legado
De hecho, el sistema de Bain era rudimentario para los estándares modernos, pero demostró la viabilidad de la transmisión de imágenes e inspiró a más innovaciones. También destacó el potencial de combinar sistemas mecánicos y eléctricos para conseguir tareas complejas, sentando las bases para futuros desarrollos en telecomunicaciones.
Aunque el sistema de facsímil de Bain no fue ampliamente adoptado en su vida, su impacto en el campo de la transmisión de imágenes fue profundo. Sirvió como un paso crítico para los inventores posteriores que perfeccionaron y mejoraron las ideas de Bain. Por ejemplo::
- Arthur Korn, un físico alemán, desarrolló el primer sistema de fax fotoeléctrico práctico a principios del siglo XX, que eliminó la necesidad de péndulos mecánicos y mejoró la calidad de la imagen.[7]
- Édouard Belin, un inventor francés, creó el Belinograph, un dispositivo que utilizaba luz y células fotoeléctricas para transmitir imágenes, avanzando aún más la tecnología del facsímil.[8]

Estas posteriores innovaciones se basaron en el trabajo fundacional de Bain, y finalmente condujo al desarrollo de la moderna máquina de fax, que se convirtió en una herramienta omnipresente para la comunicación empresarial en el siglo XX.